# سکرادین
سْکْرادین (به کرواتی: Skradin) شهری در ایالت شیبنیک-کنین کشور کرواسی است که جمعیت آن در سال ۲۰۱۱ میلادی ۳٬۸۱۱ نفر بوده‌است.